# تشيانغ (شعب تاريخي)
تشيانغ (بالصينية: 羌؛ بينيين: Qiāng؛ ويد-جايلز: Ch'iang) اسمٌ أُطلق على مجموعاتٍ مختلفة من الناس في فتراتٍ مختلفةٍ في الصين القديمة. يُعتقد عمومًا أن شعب تشيانغ ينحدر من أصولٍ تبتية-بورمية، على الرغم من وجود نظرياتٍ أخرى.
قد يكون شعب التانغوت في سلالات تانغ وسونغ ويوان من أصل تشيانغ. كما قد ينحدر شعب تشيانغ الحديث، وكذلك التبتيون، جزئيًا من شعب تشيانغ القديم.